# Pierre Rousset
Pour les articles homonymes, voir Rousset.
Pierre Rousset (en occitan et selon la norme classique : Pèire Rosset ; Sarlat, 1625 ou 1626 - 1684) est prêtre (abbé de Saint-Julien, Périgord), écrivain et poète périgourdin de langue d'oc. 
Son œuvre principale est la pièce Grizoulet (Grisolet selon la norme classique).

## Éditions
- Rousset, Pierre. Grizoulet, lou Joloux otropat et los omours de Floridor et Olimpo, de Roselas et d'Omelito, et de Grézoulet et lo morgui, coumedio. Sorlat [Sarlat] : Coulombet, 1694.
- Rousset, Pierre. Grizoulet, lou joloux otropat et los omours de Floridor et Olimpo, de Rosilas, et d'Omelito, et de Grizoules et lo Morgui. Coumedio del Sr. Rousset. Jean-Baptiste Robin, 1751. Édition disponible en ligne sur le site de la Bibliothèque de Toulouse
- Rousset, Pierre. Œuvres. Sarlat : Dauriac, 1839.
- Rousset, Pierre. Lo disputo de Baccus et de Priapus. Sarlat : Dauric, 1841.

### Critique
- * Anatole, Christian - Lafont, Robèrt. Nouvelle histoire de la littérature occitane, Tome II. Paris : P.U.F., 1970. (396-398)